# Rockwell B-1 Lancer
O Rockwell B-1 Lancer é um bombardeiro estratégico norte-americano quadrimotor de geometria variável. Concebido na década de 1960 como um bombardeiro supersônico com carga e alcance suficientes para substituir o Boeing B-52 Stratofortress, evoluiu como um penetrador de baixa altitude e longo alcance, com capacidade de velocidade supersônica a grande altitudes.
O desenvolvimento do B-1 foi longo, dificultado pelas mudanças nas doutrinas de balanço estratégico entre as superpotências, variando entre respostas flexíveis e destruição mútua assegurada. A versão inicial B-1A foi desenvolvida no início da década de 1970, mas foi cancelada após a construção de apenas quatro protótipos. Com o surgimento da demanda por uma nova plataforma no início da década de 1980, a aeronave ressurgiu como versão B-1B, priorizando a missão de bombardeio por penetração a baixa altitude. O B-1B entrou em serviço em 1986 com o Comando Aéreo Estratégico da USAF, com a função de bombardeiro nuclear.
Na década de 1990 o B-1B foi convertido para bombardeiro com munição convencional, tendo seu primeiro uso em combate na Operação Desert Fox em 1998 e novamente durante a operação da OTAN no Kosovo, no seguinte. O B-1B tem participado em missões de combate em apoio às forças dos EUA e da OTAN no Afeganistão e Iraque. O Lancer é o componente supersônico da força de bombardeiros de longo alcance da USAF, ao lado dos subsônicos B-52 and Northrop Grumman B-2 Spirit. Com a retirada de serviço do General Dynamics/Grumman EF-111A Raven em 1998 do Grumman F-14 Tomcat em 2006, o B-1B é a única aeronave militar norte-americana de geometria variável que se encontra em serviço ativo. Há planos do B-1B permanecer em atividade  até a década de 2020, quando será suplementado pelo projeto Next Generation Bomber.

## Antecedentes
Em dezembro de 1957, a USAF começou a desenvolver um novo bombardeiro pesado para substituir o venerável B-52, concedendo à North American Aviation Inc. um contrato para projetar e construir dois protótipos XB-70. Mas quatro anos antes da entrega do primeiro protótipo, o XB-70 já estava condenado. Quando o Lockheed U-2B de Francis Gary Powers foi derrubado pelos primeiros mísseis terra-ar soviéticos SA-2 Guideline, ficou claro que os dias dos bombardeiros que voavam a grande altitude estavam contados.

## Projetos iniciais
Reconhecendo a necessidade urgente de desenvolver um avião capaz de penetrar as defesas soviéticas, a USAF deu início a uma série de estudos que, finalmente, levaram ao Rockwell B-1A, em 5 de junho de 1970. Foram encomendados 7 aviões: 5 para testes de vôo e 2 para testes estáticos e de fadiga de materiais. Logo ficou claro que o B-1A era na época a prioridade número um da USAF no que se referia à alocação de verbas de orçamento: "Nada será obstáculo ao B-1", declarou um político. Suas palavras eram dirigidas a críticos que, embora não duvidassem do poderio do avião, mostravam-se receosos quanto à informações de que o B-1 seria o aparelho mais caro da história da aviação. Acabou não sendo: esse título cabe ao B-2 Spirit (por volta de 2 bilhões de dólares). Em dezembro de 1971 ficou pronto um modelo do B-1 A em tamanho natural. Neste já se apresentavam algumas das características notáveis do avião: um sistema de ejeção baseado numa cápsula, asas de geometria variável e um elaborado radar de mapeamento. O primeiro B-1 A (n° 74-158) saiu da fábrica 42 da Rockwell em Palmdale, Califórnia em 26 de outubro de 1974?. Era todo pintado de branco; um longo tubo de Pitot listrado de branco e vermelho projetava-se do nariz. O vôo inaugural ocorreu em 23 de dezembro de 1971?, sob o comando de Charles Bock. O Comando Aéreo Estratégico passou à fase de planejar a compra de 240 exemplares do avião, que se tornariam operacionais em 1982.

## Avanços e recuos

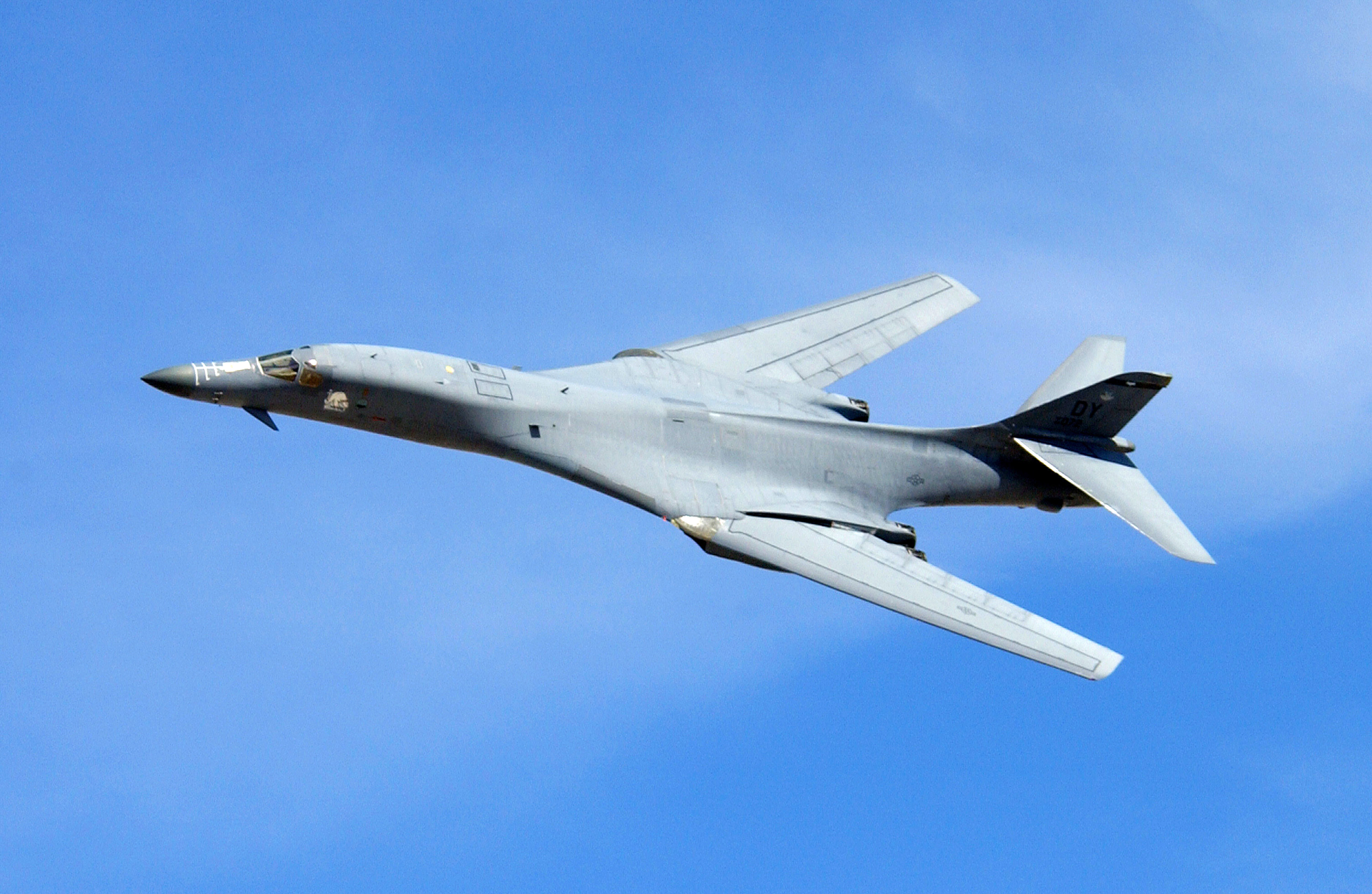
B-1B durante uma demonstração em 2004.

No entanto, o projeto continuava a ser duramente criticado pelo Comitê das Forças Armadas do Senado dos Estados Unidos. Eles argumentavam que com alguns melhoramentos, os velhos B-52 poderiam continuar a ser usados até à década de 1990 (o que aconteceu). Conforme tais críticos, os B-52 não precisariam penetrar as defesas soviéticas, apenas disparar mísseis a partir de posições distantes das fronteiras do inimigo. O golpe mais forte veio em 30 de junho de 1977, quando o recém-eleito presidente Jimmy Carter anunciou que o governo não investiria mais na produção do B-1 A.  Ao mesmo tempo, porém, Carter ordenou que se continuassem a realizar testes com o aparelho. Um extenso programa de testes e avaliação levantou valiosos dados sobre o desempenho do avião, reatores, sistemas ofensivos, defensivos e seu poder de penetração. O programa terminou formalmente e 29 de abril de 1981, com o último vôo do quarto protótipo, de n° 76-174. Antes disso, em 5 de outubro de 1978, o segundo protótipo (n° 74-159) havia atingido a velocidade de Mach 2.2.
A extinção do projeto coincidiu com a eleição de Ronald Reagan para a presidência dos Estados Unidos. Logo após a sua tomada de posse o programa foi revigorado, sob a condição de que o avião fosse extensivamente modificado e passasse a se chamar B-1 B.
Estruturalmente mais avançado, o B-1 B emprega uma configuração asas/fuselagem desenvolvida originalmente para um projeto da Rockwell derrotado na disputa que levou à produção do McDonnell Douglas F-15 Eagle, as entradas de ar tornaram-se fixas, ao invés das variáveis no projeto inicial. Ao contrário das instalações apertadas do B-52, o B-1 B tem beliches para descanso da tripulação em missões intercontinentais e até um toilette. O B-1 usa, até um certo ponto, as tecnologias stealth: sua RCS é equivalente a 1% da RCS do B-52.

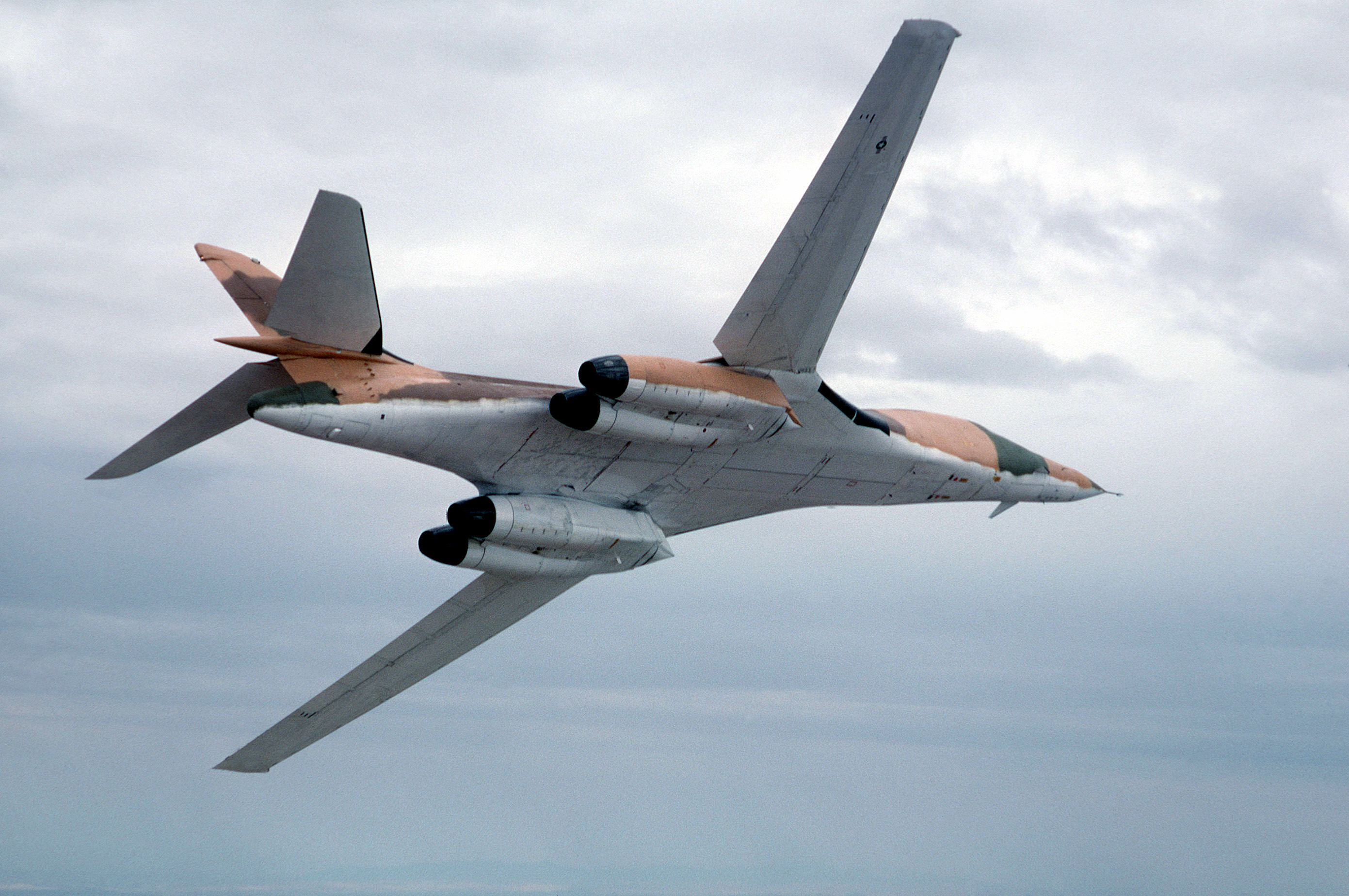
Um B-1A visto de baixo.

O primeiro B-1 B de série (82-0001) saiu da fábrica da Rockwell no dia 4 de setembro de 1984. Passaram 14 anos até o B-1 B ser testado em combate real, no final de 1990 com seu "batismo de fogo" durante a operação Tempestade no Deserto.
O radar do B-1B é um Northrop Grumman APQ-164 com capacidade multímodo de varredura eletrônica que fornece mapeamento do terreno com alta resolução e permite, modo de seguimento do terreno, dados de velocidade e posicionamento além de informações meteorológicas.
Um fato interessante sobre o B-1B é que ele possui uma suíte de guerra eletrônica extremamente avançada que lhe permite uma alta imunidade contra sistemas de defesa antiaérea. Essa suíte é o sistema EDO Corporation AN/ ALQ-161, que produz interferências contra os radares inimigos e atua de forma integrada ao lançador de iscas infravermelhas (IR) AN/ALE-49 que representa o maior sistema de lançamento de iscas IR instalados num avião, atualmente. Para despistar mísseis guiados por radar, o B-1B usa o sistema AN/ALE-50 Towed Decoy System que lança iscas magnéticas shaff que embaralham o radar do missil impossibilitando a ele distinguir o que é o avião alvo dos outros ecos radar produzido pelas iscas. O sistema de alerta de radar (RWR) A N/ALR-56 alerta ao piloto quando o B-1B foi rastreado por algum radar hostil permitindo que o piloto e o navegador tomem as medidas necessárias para se evadir de um ataque.

## Especificações (B-1B)
Dados de: USAF, Jenkins, Pace, Lee, 
Descrições gerais
- Tripulação: 4 - piloto/comandante, co-piloto, oficial de sistemas ofensivos e oficial de sistemas defensivos
- Capacidade: 56 700 kg (125 000 lb) de carga interna e externa
- Comprimento: 44,5 m (150 ft)
- Envergadura: 41,8 m (140 ft)
- Envergadura enflechada: 24 m (79 ft)
- Altura: 10,4 m (34 ft)
- Área alar: 181,2 m² (1 950 ft²)
- Peso vazio: 87 100 kg (192 000 lb)
- Peso bruto (carregado): 148 000 kg (326 000 lb)
- Peso de decolagem: 216 400 kg (477 000 lb)
- Capacidade de combustível: 44 049 l (11 600 US-gal)

Motorização
- Número de motores: 4x
- Tipo do motor: Turbofan
- Fabricante/modelo: General Electric F101-GE-102
- Empuxo por motor: 13 962 kgf (30 800 lbf) (136.92 kN)

Performance
- Velocidade máxima: 1 335 km/h (830 mph)
- Velocidade total em Mach: 1,25 Ma
- Velocidade total em Nó: 721 kn (1 340 km/h)
- Alcance: 11 999 km (7 460 mi)
- Alcance bélico: 5 544 km (3 440 mi)
- Tecto de serviço: 18 000 m (59 100 ft)

Armamentos
- Número de pilones: externos 3x
- Capacidade dos pilones (kg): 56 700 kg (125 000 lb)
- Bombas dos pilones: 
Bombas:
- 84x Mark 82
- 81x Mark 82 (LDGP - low drag general purpose)
- 24x Mark 84
- 24x Mark 65 minas navais
- 30x CBU-87/89/CBU-97
- 30x CBU-103/104/105
- 24x GBU-31 JDAM
- 63x GBU-38 JDAM
- 48x GBU-54 LaserJDAM
- 12x AGM-154 Joint Standoff Weapon
- 96x ou 144x GBU-39 SDB
- 24x AGM-158 JASSM
- 24x B61 ou B83 nucleares

Equipamentos de orientação
- Aviônicos: 1x AN/APQ-164
1x AN/ALQ-161
1x AN/ASQ-184
1x Sniper Advanced Targeting Pod (opcional)